# Roxana D’Escobar
Roxana del Carmín D’Escobar López Arellano (Ciudad de México, 1948) es una activista mexicana por los derechos de las mujeres y directora de Fundación Mujer Contemporánea

## Trayectoria
Estudió la carrera de educadora en el Instituto Miguel Ángel y en 1990 se trasladó a vivir a Aguascalientes. Se vinculó con la Universidad Autónoma de Aguascalientes a través de cursos de extensión universitaria y en donde a partir de 1996 y hasta 2013 fue conductora y productora en el espacio radiofónico De Mujeres, Símbolo y Pensamiento. En radio y televisión de Aguascalientes ha sido colaboradora desde 2006 hasta la actualidad para el programa De Día.
Además, desde 1996 es miembro activa del Centro de Información de la Mujer y en 1998 empezó a trabajar como voluntaria en Mujer Contemporánea A.C., primer refugio para mujeres víctimas de violencia en la República Mexicana, posteriormente directora operativa y a partir de 2004 directora general y representante legal.
Participó activamente en la formación de la Red Nacional de Refugios, lo que la llevó a colaborar en las mesas de trabajo para la elaboración de un modelo nacional de atención en refugios para mujeres víctimas de violencia y para sus hijas e hijos, lo que le dio la oportunidad de capacitar a nuevos refugios.
Ha trabajado con varias asociaciones afines como tallerista, en Innovación de Proyectos Sociales en los estados de Oaxaca, Chiapas, Estado de México, Aguascalientes, entre otros, en los temas de intervención comunitaria en prevención de la violencia contra mujeres y redes de seguridad ciudadana y prevención de la violencia contra las mujeres.
Ha colaborado también con Dhilema Desarrollo Humano Integral La Excelencia en Mente Abierta impartiendo los temas de formación de ciudadanía y participación social y equidad de género en los diplomados de fortalecimiento institucional del Instituto Nacional de Desarrollo Social. Para el Centro de Justicia y Paz ha colaborado como expositora en el diplomado para la formación de orientadores familiares y atención y prevención a la violencia contra las mujeres, ambos dirigidos a grupos policíacos y trabajadoras y trabajadores de municipio.
Promovió la creación de un modelo de atención Infantil para niñas y niños dentro del refugio y en 2008 fue invitada al primer Congreso Internacional de Refugios en Alberta, Canadá exponiendo el modelo de atención de la Ludoteca Contemporánea, y posteriormente asistió al Segundo Encuentro Interamericano de Refugios en Antigua Guatemala con el tema protocolos de seguridad para refugios y centros de atención externa.

## Publicaciones
- En 2011 elaboró el modelo de atención a la violencia familiar y en personas adultas mayores del municipio de Aguascalientes.
- En 2014 escribió el capítulo titulado Jugando aprendemos a vivir en armonía, en paz y sin violencia para la publicación Cielos de Ciudadanía. Sistematización de experiencias de 9 Organismos de la Sociedad Civil de Aguascalientes del Instituto Nacional de Desarrollo Social y Fundación Ahora A.C.
- En 2015, coordinó, revisó y colaboró en la elaboración de la publicación Testimonio de 20 años de Buenas Prácticas y Experiencias Exitosas, así como Momentos Críticos en la Historia del Estado en el marco del vigésimo aniversario de la asociación.[7]

## Reconocimientos
- En 2014 recibió de la Comisión Estatal de Derechos Humanos del Estado de Aguascalientes y el Congreso del Estado por medio de la Comisión Legislativa de los Derechos Humanos un Reconocimiento por su labor y trayectoria en la defensa y promoción de los derechos humanos en Aguascalientes.[8]

- En 2016 fue galardonado con un doctorado honoris causa en virtud de su esmerada labor en beneficio de la educación, su liderazgo en el servicio social los valores y el desarrollo sustentable a favor de la Patria y la Humanidad.